# Манцано
Манцано (итал. Manzano) је насеље у Италији у округу Удине, региону Фурланија-Јулијска крајина.
Према процени из 2011. у насељу је живело 5168 становника. Насеље се налази на надморској висини од 66 м.

## Становништво
Према резултатима пописа становништва 2011. у општини је живело 6.581 становника.
| 1936. | 1951. | 1961. | 1971. | 1981. | 1991. | 2001. | 2011. |
| ----- | ----- | ----- | ----- | ----- | ----- | ----- | ----- |
| 4.103 | 4.579 | 5.682 | 6.862 | 7.559 | 7.269 | 6.827 | 6.581 |

## Партнерски градови
- Волфратсхаузен
- Лабин